# Hanayamata
Hanayamata (japanisch ハナヤマタ) ist ein Manga von Sō Hamayumiba, der auch als Anime-Fernsehserie adaptiert wurde. Er behandelt eine Gruppe von fünf Schülerinnen – aus deren Initialen sich der Titel zusammensetzt –, die einen Schulclub für Yosakoi-Tanz gründen.

## Handlung
Naru Sekiya (関谷 なる) ist eine unauffällige Mittelschülerin, die gerne die Protagonistin aus ihren Märchen sein will. Eines Tages trifft sie auf ein im Mondschein tanzendes Mädchen, das ihr mit ihren blonden Haaren wie eine Fee erscheint, und ihr anbietet mitzutanzen. Sie stellt sich als ihre neue Mitschülerin Hana N. Fountainstand (ハナ・N・フォンテーンスタンド, Hana N. Fontēnsutando) heraus, die wiederholt Naru bittet, mit ihr Yosakoi zu tanzen. Jedoch ist die sehr quirlige Hana zu viel für die ruhige Naru, so dass sie ablehnt. Hana versucht jeden Tag, andere Schüler für ihre Sache zu gewinnen, die jedoch ebenfalls von Hanas offensiver Art abgeschreckt werden. Als Naru ihr die Naruko (Yosakoi-Klapper) zurückgeben will, die sie damals von Hana erhielt, fragt sie Hana, warum sie trotz des Desinteresses der anderen weitermacht. Hana erzählt ihr, dass sie, als ihre Familie vor Jahren Urlaub in Japan machte, ein Yosakoi-Fest sah, so dass sie jetzt aus den USA nach Japan gekommen ist, um ihren Traum vom Yosakoi-Tanz verfolgen zu können und dass das wichtigste zum Erreichen des eigenen Glücks der erste Schritt ist. Naru bietet Hana daraufhin ihre Hilfe beim Anwerben weiterer Mitglieder an. Hana gelingt es, ihre Englischlehrerin Sari Tokiwa (常盤 沙里), genannt Sally (サリーちゃん, Sarī-chan), als Clubbetreuerin zu gewinnen.
Naru fragt ihre Bekannte Tami Nishimikado (西御門 多美), ob sie Interesse hätte, die jedoch zögerlich ist, da sie Angst hat, dass ihr Vater, zu dem sie sehr aufschaut, damit nicht einverstanden wäre. Durch Narus Zureden fasst sie jedoch den Mut, mit diesem zu sprechen, und wird Mitglied des Yosakoi-Clubs. Als Nächstes gesellt sich – vorläufig nur nominell – Narus Freundin Yaya Sasame (笹目 ヤヤ) hinzu, damit der Club die notwendigen vier Mitglieder erreicht. Als Yayas Schulband sich bei einem wichtigen Wettbewerb nicht qualifiziert und die anderen Mitglieder diese darauf auflösen, findet Yaya einen neuen Platz im Yosakoi-Club. Nachdem es Tami gelingt, dass ihre Freundin Machi Tokiwa (常盤 真智) sich wieder mit ihrer Schwester Sari versöhnt, schließt auch diese sich als letztes Mitglied an. Unterstützt werden die fünf Mädchen dabei von dem Ladenbesitzer für Yosakoi-Bedarf Masaru Ōfuna (大船 勝).

## Veröffentlichung
Der Manga wird von Sō Hamayumiba geschrieben und gezeichnet und erscheint beim Verlag Hōbunsha in dessen Manga-Magazin Manga Time Kirara Forward seit Ausgabe 6/2011 (23. April 2011). Die Kapitel wurden in bisher (Stand: Oktober 2017) neun Sammelbänden (Tankōbon) zusammengefasst:
1. 12. Dezember 2011, ISBN 978-4-8322-4089-6
2. 12. Juli 2012, ISBN 978-4-8322-4167-1
3. 12. April 2013, ISBN 978-4-8322-4285-2
4. 10. Januar 2014, ISBN 978-4-8322-4392-7
5. 11. Juli 2014, ISBN 978-4-8322-4461-0
6. 12. September 2014, ISBN 978-4-8322-4478-8
7. 11. August 2015, ISBN 978-4-8322-4602-7
8. 10. August 2016, ISBN 978-4-8322-4731-4
9. 12. Juni 2017, ISBN 978-4-8322-4841-0

Am 11. August 2014 erschien der Anthologie-Manga Hanayamata Anthology Comic 1 (ハナヤマタ アンソロジーコミック1, Hanayamata Ansorojī Komikku 1; ISBN 978-4-8322-4471-9), der Manga-Kurzgeschichten von 21 unterschiedlichen Zeichnern enthält.
Zudem wurde am 12. September 2014 das Artbook Hanayamata Kashū: Kaga Amata (ハナヤマタ画集 華画数多, „Hanayamata-Album: zahlreiche Blumenbilder“; ISBN 978-4-8322-4481-8) veröffentlicht.

## Anime
Studio Madhouse adaptierte den Manga als Anime-Serie unter der Regie von Atsuko Ishizuka, den Drehbüchern von Reiko Yoshida und dem Character Design von Atsuko Watanabe. Die 12 Folgen wurden vom 9. Juni bis 24. September 2014 nach Mitternacht (und damit am vorigen Fernsehtag) auf TV Tōkyō erstausgestrahlt sowie mit Versatz von bis zu drei Tagen auch auf TV Ōsaka, TV Aichi und AT-X.
Crunchyroll streamte die Serie als Simulcast für die Regionen Nordamerika, dem Vereinigten Königreich und Irland, Australien, Neuseeland, Südafrika, Skandinavien und den Niederlanden, jedoch nicht in deutschsprachigen Regionen, obwohl neben englischen auch deutsche Untertitel angeboten werden.

### Musik
Die Serienmusik stammt von Ryūichi Takada und Keigo Hoashi von Monaca. Der Vorspanntitel Hana wa Odore ya Iroha ni ho (花ハ踊レヤいろはにほ) wurde von Aki Hata getextet, von Hidekazu Tanaka (Monaca) komponiert und von Team „Hanayamata“ (チーム“ハナヤマタ”), d. h. den Synchronsprecherinnen der fünf Protagonistinnen, gesungen. Als Abspanntitel wurde Hanayuki (花雪) verwendet, getextet und komponiert von Yūyu sowie gesungen von smileY inc., bis auf die letzte Folge, wo es von Team „Hanayamata“ interpretiert wurde.
In Folge 1 wurde zudem das Stück Kodoku Signal (コドクシグナル, Kodoku Shigunaru) von Need Cool Quality gespielt, was der Name von Yayas Schülerband ist, die auch als Interpreten genannt sind. Getextet wurde es von Aki Hata und komponiert von Keiichi Hirokawa (Monaca). Daneben wurden mehrere bekannte Yosakoi-Stücke gespielt: Kokoro Furusato (ココロフルサト) in Folge 2, Shinato-ya Seichō (しなと屋正調) in den Folgen 5 und 12 sowie Kagetsu Hanren no Kaze (夏月半簾風), Chonmage (ちょんまげ) und Aine (愛音) in Folge 12.
Die Singles zu Hana wa Odore ya Iroha ni ho und zu Hanayuki erschienen am 27. August 2014 und stiegen auf Platz 14 bzw. 16 der Oricon-Charts ein. Kodoku Signal wurde am 10. September 2014 veröffentlicht und erreichte Platz 33. Diese erschienen auch als Spezialausgaben mit DVD.

### Synchronisation
| Rolle                 | japanischer Sprecher (Seiyū) |
| --------------------- | ---------------------------- |
| Hana N. Fountainstand | Minami Tanaka                |
| Naru Sekiya           | Reina Ueda                   |
| Yaya Sasame           | Kaya Okuno                   |
| Machi Tokiwa          | Manami Numakura              |
| Tami Nishimikado      | Yuka Ōtsubo                  |
| Sari „Sally“ Tokiwa   | Megumi Toyoguchi             |
| Masaru Ōfuna          | Tsuyoshi Koyama              |

## Computerspiel
Für den 13. November 2014 wurde von Bandai Namco Games das PS-Vita-Adventure Hanayamata: Yosakoi Live! (ハナヤマタ よさこいLIVE!) angekündigt.